# Kota Matsum II
Kota Matsum II is een bestuurslaag in het regentschap Medan van de provincie Noord-Sumatra, Indonesië. Kota Matsum II telt 8853 inwoners (volkstelling 2010).